# Thommanon
13°26′48″N 103°52′38″E
Il Thommanon (in khmer ប្រាសាទធម្មនន្ទ) è un tempio induista di Angkor, in Cambogia. Fu edificato all'epoca dell'impero Khmer,  durante il regno di Suryavarman II, nella prima metà del XII secolo.
Si tratta di un tempio di dimensioni ridotte nell'elegante stile classico del periodo di Angkor Wat, localizzato poco ad est della "porta della vittoria", uno dei due ingressi orientali di Angkor Thom. Si trova di fronte al Chau Say Tevoda, con il quale di primo acchito sembra in correlazione, ma in realtà fu costruito decenni prima. Entrambi sono precedenti ad Angkor Thom.
Il tempio fu dedicato a Shiva e Visnù ed è in buone condizioni, grazie a un restauro a cura dell'EFEO negli anni sessanta in cui vennero aggiunti soffitti in cemento. Inoltre nel tempio, costruito in arenaria, non vennero originariamente usate travi interne in legno (come invece fu fatto nel vicino Chau Say Tevoda), rendendolo più resistente all'usura del tempo.

## Storia

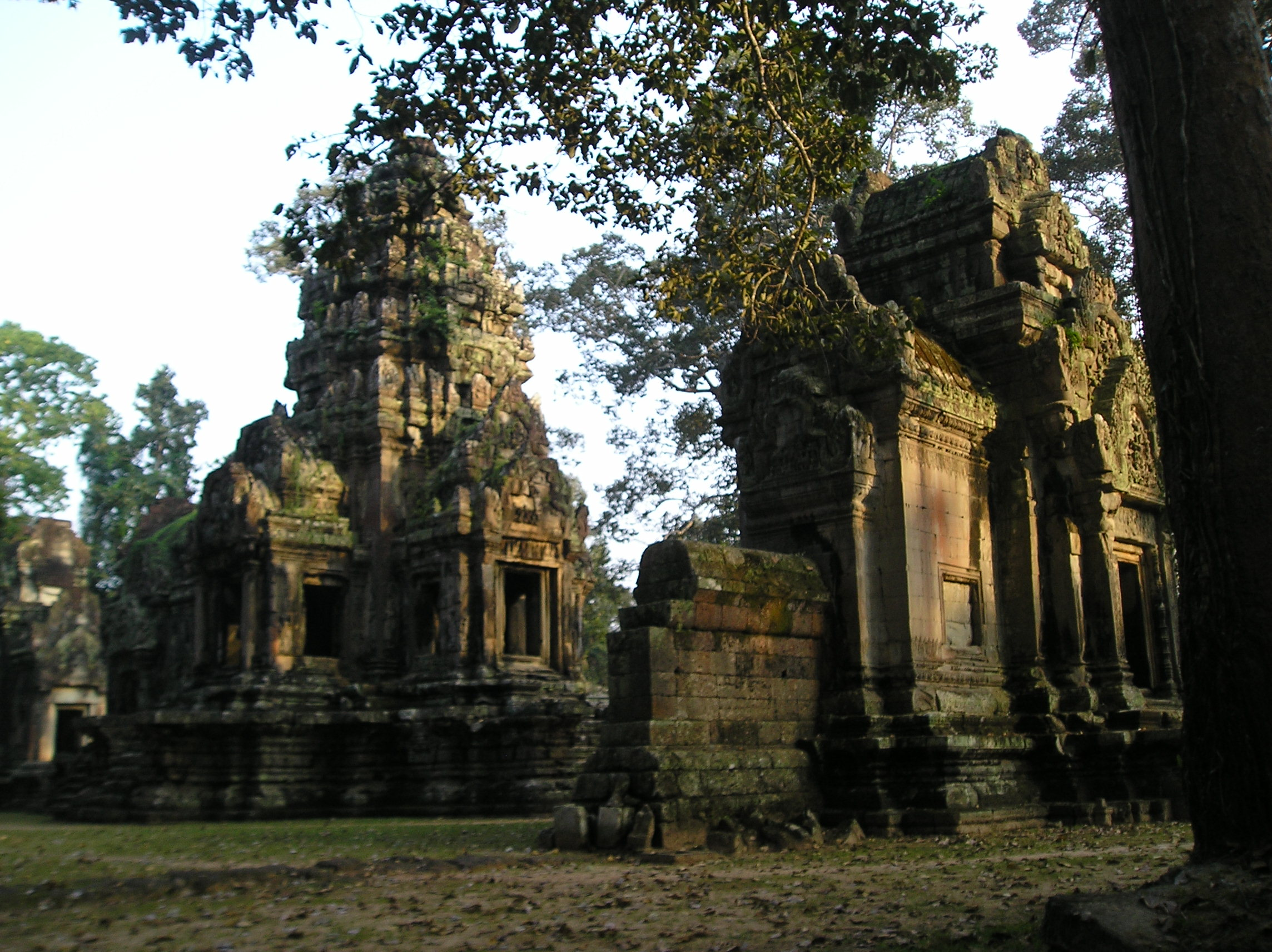

Gli studi sulle devata finemente scolpite sui pilastri del tempio hanno portato a concludere che il Thommanon fu costruito ai tempi dell'inizio dei lavori dell'Angkor Wat, benché alcuni lo abbiano attribuito al regno poco precedente di Jayavarman VI (1080–1113) o alla fine dell'XI secolo.

## Struttura
Il tempio appare non completamente eseguito, ad esempio nella recinzione esterna in laterite, di cui resta solo la base, vi sono varchi a nord e sud ma mancano i rispettivi gopura. L'area da essa racchiusa è un rettangolo allungato nella direzione est-ovest e misura circa 60 m per 45.
Lo schema è quello classico dei templi khmer a torre singola del periodo classico. Ad est si apre l'ingresso principale, a tre porte, mentre quello occidentale è isolato e ha una porta sola. Sui due frontoni scolpiti dei tre presenti è raffigurato Visnu. Tramite una sorta di veranda si passa al mandapa, un'anticamera al santuario principale, cui è unita da un breve corridoio (antarala). Il suo tetto è in pietra scolpita a guisa di tegole. Architravi e frontoni sono in parte danneggiati, ma quelli superstiti riportano sculture fini e interessanti. Ad esempio l'uccisione di Vālin e il demone Rāvaṇa che scuote il monte Kailasa: due scene del Rāmāyaṇa raffigurate anche in Angkor Wat (nella torre d'angolo di sudovest).
Una decina di metri a sud si trova una struttura del genere denominato "biblioteca", nello stesso stile del mandapa, con finte finestre e finti corridoi scolpiti nella pietra. L'unica apertura è a ovest.
Il santuario centrale a torre ha tre falsi ingressi verso sud, ovest e nord e si innalza su una base di 2,5 m, più alta di circa 70 cm rispetto al mandapa. Le sculture che lo decorano esternamente sono tra i motivi di maggior pregio del tempio. Si tratta delle famose devata, con gli eleganti costumi e le fini acconciature nello stesso stile dell'Angkor Wat.
Il gopura occidentale è meno elaborato di quello orientale, ma presenta comunque raffigurazioni interessanti, come un Visnu che cavalca Garuḍa sul frontone occidentale, mentre una raffigurazione classica del rimescolamento dell'oceano di latte orna il frontone settentrionale superiore.

## Galleria d'immagini

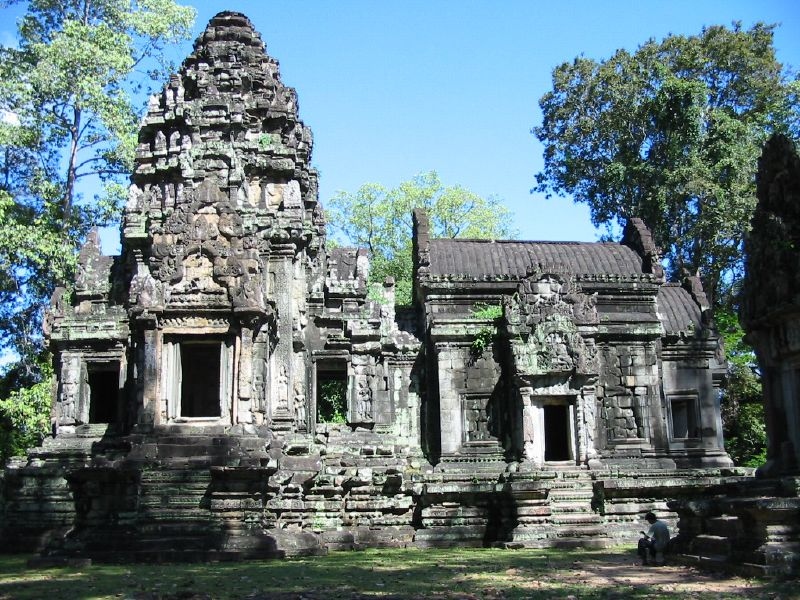
Vista laterale del tempio.
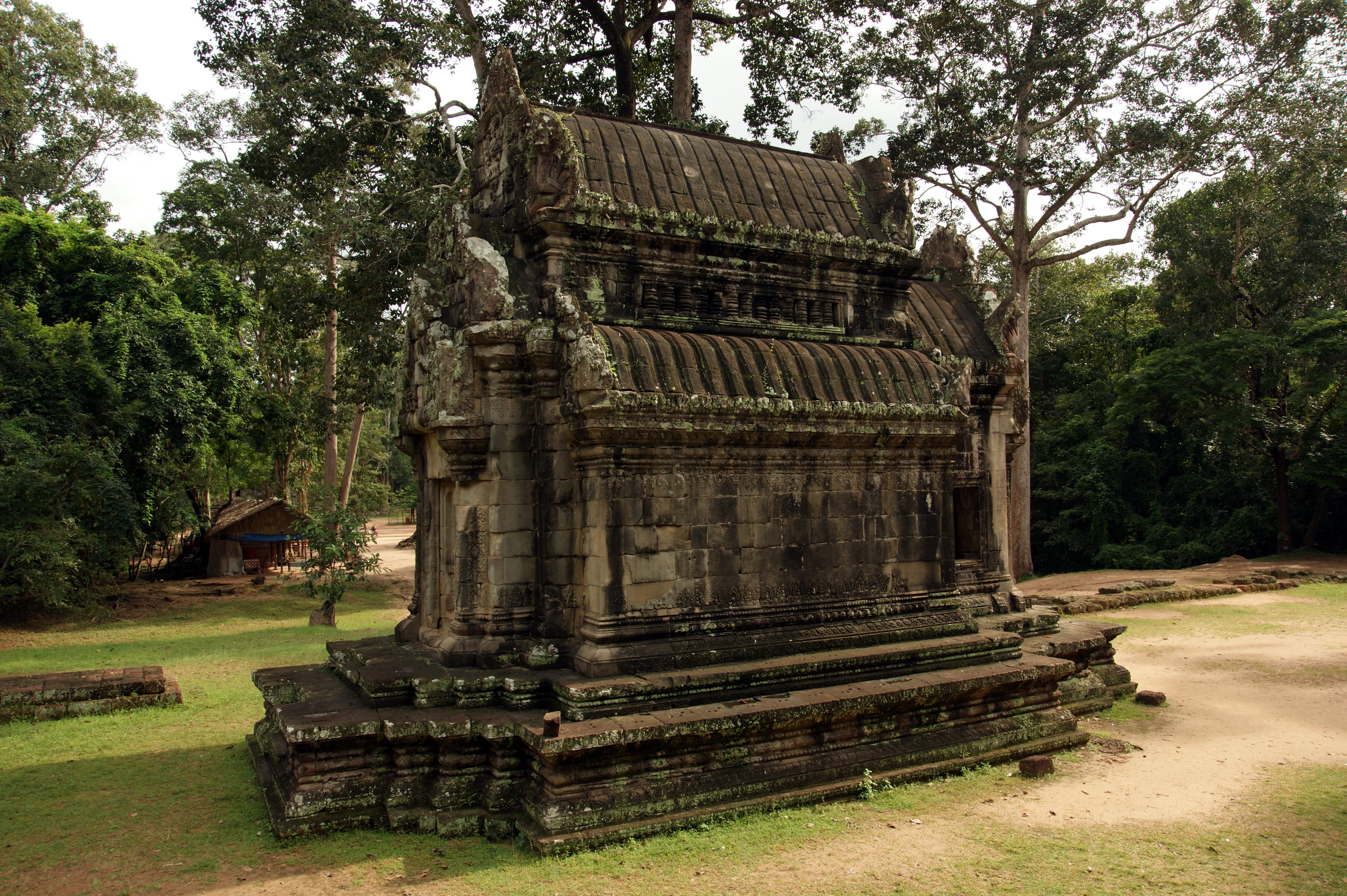
La biblioteca.
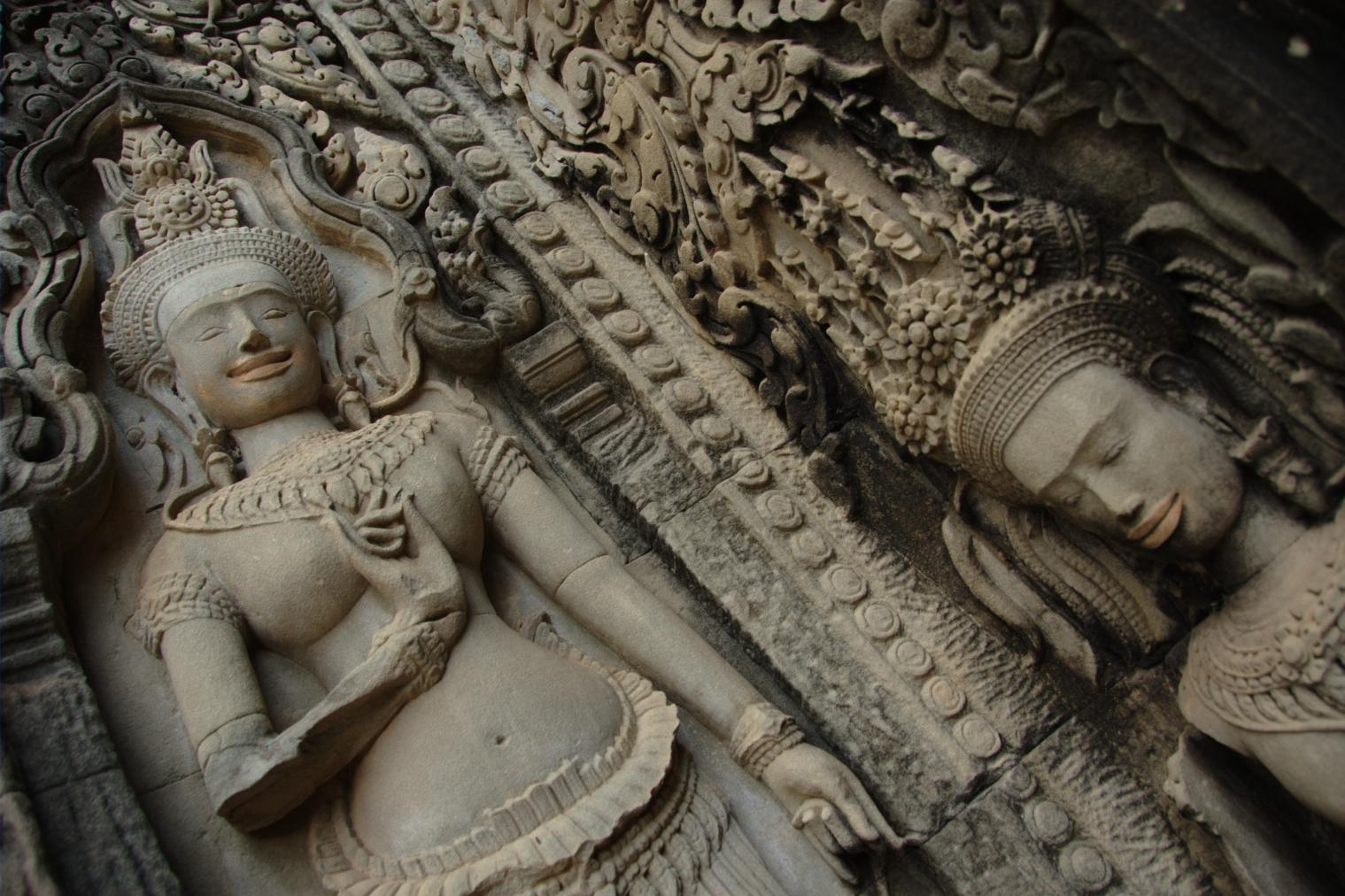
Particolari delle devatas.
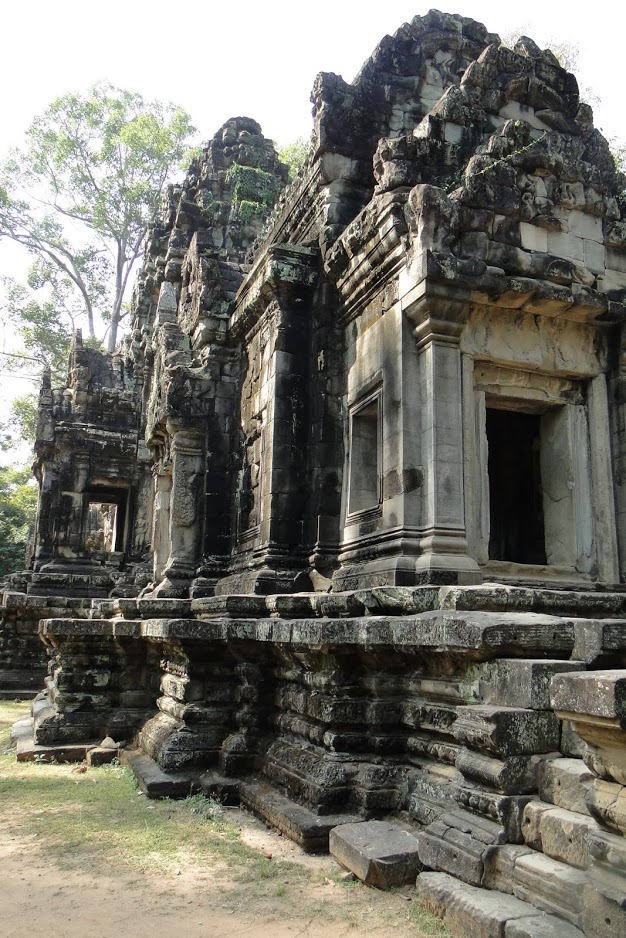
Vista della parte restaurata
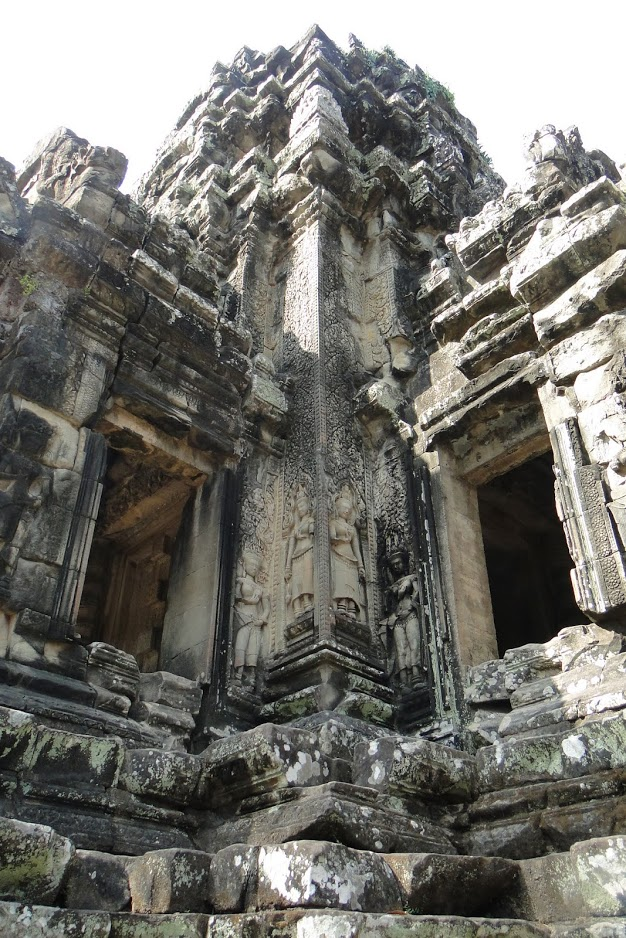
Bassorilievi restaurati al centro